# Cranzahl
Cranzahl je vesnice, místní část obce Sehmatal v německé spolkové zemi Sasko. Nachází se v zemském okrese Krušné hory a má přibližně 2 000 obyvatel.

## Geografie
Cranzahl leží na severním okraji Krušných hor. Rozkládá se na pravém břehu říčky Sehma. Délka obce je přibližně 3,5 kilometru. Na východě leží obec Bärenstein, nad kterou se tyčí 898 metrů vysoká stejnojmenná hora.

## Historie
Okolo roku 1150 se v oblasti dnešního Cranzahlu usadili první zemědělci. První zmínka o Crahenzal pochází z roku 1367. Pravděpodobným důvodem osídlení byla v Krušných horách tradiční hornická činnost a také poloha na Solné stezce vedoucí z Halle do Čech. Od 1. ledna 1999 se sloučila původně samostatná obec Cranzahl s obcemi Neudorf a Sehma do nové obce Sehmatal.

## Pamětihodnosti
- Fichtelbergbahn – v Cranzahlu začíná úzkorozchodná železnice dlouhá 17,3 kilometru, která končí v Oberwiesenthalu
- Údolní nádrž Cranzahl – postavená jako „Přehrada přátelství“ mezi lety 1949 až 1952. Slouží jako zdroj pitné vody pro oblast Annaberg-Buchholz

## Doprava a průmysl
Mimo zemědělství a lesního hospodářství v okolí zde až do 16. století fungovaly rudné doly jako největší zdroj obživy. Poté tuto úlohu plnila výroba pozamentů. V dobách NDR zde byla velká textilní továrna a barvírna textilu. Dnes zde působí společnost pro dřevařskou výrobu.
Cranzahl leží při silnici B95, z niž odbočuje silnice č. 266, vedoucí z Chemnitz do Oberwiesenthalu, a na železniční trati Vejprty - Bärenstein -Flöha - Chemnitz.